# Svetlana Tijanóvskaya
Svetlana Gueórguievna Tijanóvskaya (ruso: Светла́на Гео́ргиевна Тихано́вская; bielorruso: Святлана  Гео́ргіеўна Ціханоўская, Sviatlana Gueórguieuna Tsijanóuskaya; Mikashévichy, raión de Łuniniec, óblast de Brest, 11 de septiembre de 1982) es una profesora y política bielorrusa. En 2020, tras ser encarcelado su marido se presentó ella misma como candidata a las elecciones presidenciales de 2020 en Bielorrusia aglutinando a la oposición frente al presidente Lukashenko y logrando según datos oficiales condenados por la oposición el 9,9 % de los votos.
Tras denunciar los resultados y el inicio de protestas en la calle, salió del país después de estar retenida durante horas en el edificio de la Comisión Central Electoral. El 11 de agosto, tres días después de los comicios, se anunció que Tijanóvskaya estaba refugiada en Lituania. El 14 de agosto, volvió a dirigirse a los ciudadanos bielorrusos con un comunicado en el que pedía el cese de violencia y abogaba por la creación del Consejo de Coordinación para garantizar el traspaso de poder en el país. El 17 de agosto, la activista se ofreció para liderar el proceso de normalización en Bielorrusia y organizar unos «comicios presidenciales limpios y transparentes».

## Biografía
Tras acabar el bachillerato con mención cum laude en 2000, ingresó en la Universidad Estatal Pedagógica de Mazyr. Es licenciada en filología inglesa. Antes de convertirse en candidata presidencial, trabajó como profesora de inglés e intérprete. Está casada con el popular youtuber, bloguero y activista Serguéi Tijanovski, detenido en mayo de 2020 bajo la acusación de querer agredir a un policía durante una protesta. La pareja tiene un hijo y una hija.

## Campaña presidencial de 2020
Después del arresto de su marido el 29 de mayo de 2020, Tijanóvskaya anunció su intención de presentarse a las elecciones en su lugar. Fue inscrita como candidata el 14 de julio de 2020 como independiente. Después de su inscripción, recibió el respaldo de las campañas de Valeri Tsepkalo —antiguo embajador de Bielorrusia en Estados Unidos, apartado de las elecciones porque la Comisión Electoral Central rechazo casi la mitad de las firmas para presentarse a las elecciones y a pesar de apelar al Tribunal Supremo no hubo cambios— y de Víktor Babariko, exbanquero de Gazprombank, retenido en una sede del KGB de Bielorrusia (los servicios secretos bielorrusos conservan el nombre soviético),  acusado de fraude y blanqueo de capitales.
Una foto de Tijanóvskaya con María Kolésnikova, música y activista, jefa de campaña de Babariko, y Veronika Tsepkalo, la esposa de Valeri Tsepkalo, quien salió del país ante la amenaza de ser detenido, se convirtió en un símbolo de su campaña.
En junio, Tijanóvskaya denunció que había sido amenazada con ser detenida y con quitarle la custodia de sus hijos por lo que envió a sus hijos a un país de la Unión Europea con su abuela por seguridad.

### Solidaridad femenina
Antes de la campaña presidencial, el presidente bielorruso Aleksandr Lukashenko insistió en que el país no está listo para una mujer presidente. Su campaña se produce cuando Amnistía Internacional condenó el trato discriminatorio del país hacia las mujeres activistas de la oposición citando amenazas de violencia sexual y cuidando a sus hijos.

### Plataforma
Tijanóvskaya explicó que se postulaba para presidente para liberar a su esposo de la prisión. También ha declarado que su objetivo principal es establecer elecciones libres y justas. Considera que las elecciones actuales son ilegítimas debido a la negativa del gobierno a registrar a los principales opositores políticos de Lukashenko y se ha comprometido a presentar un plan para elecciones transparentes y responsables en los seis meses posteriores a su toma de posesión.

### Partidarios
Aunque se postulaba como Independiente, Tijanóvskaya ha atraído el apoyo de todo el espectro de la oposición política de Bielorrusia. Vital Rymašeŭski, colíder de la Democracia Cristiana Bielorrusa, anunció el apoyo de su partido, al igual que el Partido Socialdemócrata Bielorruso (Asamblea), el Partido Cívico Unido de Bielorrusia y el Partido de la Mujer Bielorrusa "Nadzieja". También recibió el apoyo del excandidato presidencial de la oposición en las elecciones presidenciales de 2010, Mikola Statkévich.
Las manifestaciones en 2020 en apoyo de Tijanóvskaya y en oposición a Lukashenko han sido las más grandes en la historia de la Bielorrusia postsoviética, atrayendo multitudes de 20.000 personas en Brest y de 60.000 en Minsk.

## Posiciones

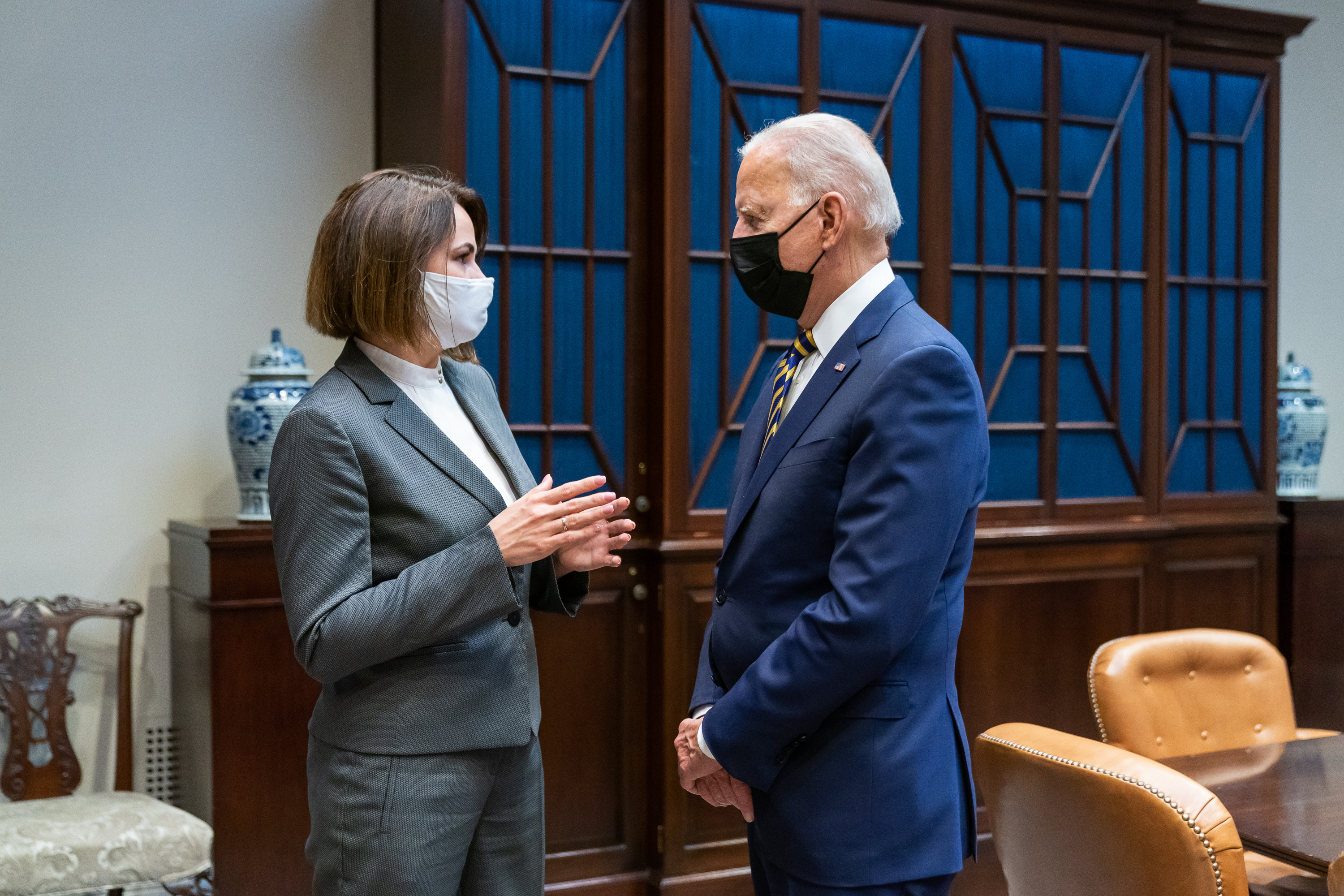
Tijanóvskaya y Joe Biden en la Casa Blanca en 2021

Tijanóvskaya defiende el objetivo de «democratizar y modernizar» Bielorrusia. Entre sus principales promesas electorales están la celebración de unas elecciones democráticas seis meses tras el inicio de su legislatura y la liberación de presos políticos, principalmente periodistas, activistas y blogueros.
En política internacional defiende el acercamiento a la Unión Europea sin formar parte de ella y defiende la independencia de Rusia. En sus mítines y llamamientos suele hablar en ruso, la lengua más usada en Bielorrusia, aunque también defiende la promoción de la cultura y el idioma bielorruso (según datos de 2009 menos del 30 % de la ciudadanía bielorrusa puede expresarse en el bielorruso).
En una entrevista al periódico El País del 27 de agosto de 2020, Svetlana Tijanóvskaya dijo que «la ciudadanía bielorrusa nunca volverá a ser la misma. La llama no se apagará, la gente ya se ha despertado y ya no podrá vivir con un Gobierno que no acepta, no se pueden perdonar los crímenes que han cometido».

## Elecciones presidenciales y protestas por acusación de fraude electoral
Según los resultados oficiales de las elecciones presidenciales, Tijanóvskaya logró solo el 9,9 % de los votos frente al 80,23 % alcanzados por Lukashenko. Tras darse a conocer los datos, estallaron las protestas en diversas ciudades del país denunciando fraude en las elecciones. La candidata declaró que no reconocía los resultados y que se consideraba ganadora de las elecciones, anunciando que recurrirían a métodos pacíficos, manifestaciones, huelgas, retirada de ahorro de los bancos y una serie de medidas para dar un vuelco a la situación. El 11 de agosto, el ministro de Exteriores de Lituania Linas Linkevicius, anunció a través de su cuenta de Twitter que Tijanóvskaya se había refugiado en su país.
El 14 de agosto, publicó un video en el que afirmaba haber ganado las elecciones presidenciales con entre el 60 y el 70% de los votos. También anunció la formación del Consejo de Coordinación de Bielorrusia para manejar la transferencia de poder de Lukashenko.
El 19 de agosto, hizo un llamamiento a los líderes de la Unión Europea para que “apoyen el despertar” de Bielorrusia, rechacen los resultados fraudulentos de las elecciones presidenciales del 9 de agosto y respalden sus planes para una transición de poder. El 20 de agosto, el primer ministro lituano Saulius Skvernelis invitó a Tijanóvskaya a su oficina y se refirió públicamente a ella como "la líder nacional de Bielorrusia".
El 25 de agosto, se dirigió por videoconferencia a los diputados del Comité de Asuntos Exteriores del Parlamento Europeo en la que ha agradecido que Bruselas no haya reconocido el resultado de las elecciones que dieron la victoria a Lukashenko así como reafirmó el carácter pacífico de las protestas que denominó como revolución democrática carente de dimensión geopolítica. En otra alocución dirigida a la sociedad civil bielorrusa, la opositora rememoró la Declaración de Independencia adoptada el 25 de agosto de 1991 por el Sóviet Supremo de la RSS de Bielorrusia e invitó a manifestarse en la Plaza de Independencia de Minsk con tal motivo.
El 31 de agosto, fue invitada a dirigirse al Consejo de Seguridad de las Naciones Unidas.
El 8 de septiembre, se dirigió a la Asamblea Parlamentaria del Consejo de Europa. Pidió sanciones contra Lukashenko y «declaró que Lukashenko no tiene ninguna legitimidad después de robar el voto».
El 9 de septiembre, dijo que la oposición bielorrusa quiere tener buenas relaciones con todas las naciones, incluida Rusia: «No podemos alejarnos de Rusia porque siempre será nuestro vecino, y necesitamos tener buenas relaciones con ellos».
El 10 de septiembre, el Parlamento lituano aprobó una ley que reconoce a Tijanóvskaya como «líder electa del pueblo de Bielorrusia» y al Consejo de Coordinación como «los únicos representantes legítimos del pueblo de Bielorrusia». La resolución también declara que Lukashenko es un «líder ilegítimo».
El 17 de septiembre de 2020, el Parlamento Europeo reconoció al Consejo de Coordinación como la «representación provisional del pueblo» de Bielorrusia.
Ese mismo día, Tijanóvskaya publicó una lista negra de oficiales del OMON bielorruso, apodada «Lista de Taraikovski» en honor a Aleksandr Taraikovski, quien fue asesinado por agentes del OMON durante las protestas.
En enero de 2023, el Ministerio del Interior de Bielorrusia reconoció las estructuras de Svetlana Tikhanovskaya como un grupo extremista. Participación en tal grupo es un delito penal en Bielorrusia.
En marzo de 2023, Tijanóvskaya fue condenada a 15 años de cárcel en ausencia. Varios otros líderes de las protestas de 2020 fueron condenados en ausencia el mismo día.

## Premios y reconocimientos
Tijanóvskaya fue incluida en la lista de 100 Mujeres de la BBC anunciada el 23 de noviembre de 2020. También fue incluida en la edición de 2020 de The Bloomberg 50.
Tijanóvskaya y otros líderes bielorrusos de la oposición recibieron en 2020 el Premio Sájarov en una ceremonia el 16 de diciembre en Bruselas.  En 2021, fue nominada para el Premio Nobel de la Paz por el presidente de Lituania, Gitanas Nausėda, y varios miembros del parlamento noruego.
Tijanóvskaya y otros líderes bielorrusos de la oposición ganaron el Premio Carlomagno en 2022.